# Drosophila pallipes
Drosophila pallipes är en tvåvingeart som beskrevs av Dufour 1846. Drosophila pallipes ingår i släktet Drosophila och familjen daggflugor.
Artens utbredningsområde är Frankrike.